# 1710 en littérature
| Années de la littérature : 1707 - 1708 - 1709 - 1710 - 1711 - 1712 - 1713    |
| Décennies de la littérature : 1680 - 1690 - 1700 - 1710 - 1720 - 1730 - 1740 |

Cet article présente les faits marquants de l'année 1710 en littérature.

## Événements
- 18 janvier : Antoine Houdar de La Motte est élu à l’Académie française, puis reçu le 8 février[1].
- 10 avril : Statute of Anne. Entrée en vigueur de la loi anglaise sur le copyright[2].
- 3 août (calendrier julien) : premier numéro de l'Examiner, hebdomadaire publié à Londres ; Henry St John, Francis Atterbury, Matthew Prior, puis Jonathan Swift (seul rédacteur du 2 novembre au 14 juin 1711) ; la publication s'interrompt le 26 juillet 1714[3].

- 1710-1733 : age d’or du très influent salon littéraire de la marquise de Lambert à Paris[4].

## Parutions
- 17 octobre : A Description of a City Shower, poème de Jonathan Swift, est publié dans le  magazine Tatler[5].

- Gottfried Wilhelm Leibniz, Essais de Théodicée : sur la bonté de Dieu, la liberté de l'homme et l'origine du mal, Amsterdam, Isaac Troyel, 1710 (présentation en ligne),
- George Berkeley, A Treatise Concerning the Principles of Human Knowledge : « Principes de la connaissance humaine », vol. 1, Dublin, Aaron Rhames, 1710 (présentation en ligne).
- Jonathan Swift, Meditation Upon a Broomstick : « Méditation sur un balai », London, E. Curll, 1710 (présentation en ligne)
- François Pétis de La Croix, Les Mille et un jours : contes persans, vol. 1, Paris, Claude Barbin, veuve Ricoeur, 1710 (présentation en ligne), cinq volumes publiés de 1710 à 1712.